# Vladari Mauija
Ovo je popis vladara havajskog otoka Mauija. Prije nego što je kralj Kamehameha I. ujedinio sve havajske otoke u Kraljevinu Havaji, Mauijem su vladali poglavice. Prvi poznati poglavica bio je Paumakua. Havajski termin za poglavicu je Aliʻi Nui, ali se za vladare Mauija koristi i riječ Mōʻī.

## Popis vladara Mauija
- Paumakua – sin Hue s Oahua
- Haho – sin Paumakue
- Palena
- Hanalaʻa
- Mauiloa
- Alau
- Kanemokuhealii
- Lonomai
- Wakalana
- Alo
- Kaheka-o-Alo
- Mapuleo
- Paukei
- Luakoa
- Kuhimana
- Kamaloohua
- Loe
- Kaulahea I. – unuk Loea
- Kakae
- Kakaalaneo – brat Kakaea
- Kahekili I. Veliki
- Kawaokaohele
- Piʻilani
- Lono-a-Piilani
- Kiha-a-Piilani
- Kamalalawalu
- Kauhiakama
- Kalanikaumakaowākea
- Lonohonuakini
- Kaulahea II.
- Kekaulike
- Kamehamehanui Ailuau
- Kahekili II.
- Kaeokulani
- Kalanikūpule